# Aulacodes ovomaculalis
Aulacodes ovomaculalis là một loài bướm đêm trong họ Crambidae.